# Franco Pesavento
Franco Pesavento (1997) es un deportista italiano que compite en triatlón.
Ganó tres medallas en el Campeonato Mundial de Triatlón de Invierno entre los años 2022 y 2024, y una medalla en el Campeonato Europeo de Triatlón de Invierno de 2023.

## Palmarés internacional
| Campeonato Mundial | Campeonato Mundial            | Campeonato Mundial | Campeonato Mundial |
| Año                | Lugar                         | Medalla            | Prueba             |
| ------------------ | ----------------------------- | ------------------ | ------------------ |
| 2022               | San Julián de Loria (Andorra) | Medalla de oro     | Individual         |
| 2023               | Skeikampen (Noruega)          | Medalla de bronce  | Individual         |
| 2024               | Pragelato (Italia)            | Medalla de oro     | Individual         |
| Campeonato Europeo |                               |                    |                    |
| Año                | Lugar                         | Medalla            | Prueba             |
| 2023               | San Julián de Loria (Andorra) | Medalla de oro     | Individual         |